# Zießau
Zießau ist Ortsteil der Stadt Arendsee (Altmark) und der Ortschaft Schrampe im Altmarkkreis Salzwedel in Sachsen-Anhalt.

## Geographie

### Lage
Zießau, ein nach Norden erweitertes Sackgassendorf, liegt am Nordufer des Arendsees. Im Nordwesten der Gemarkung liegen die Waldgebiete Achterhorst und Zileitz, früher Zießauer Forst genannt.
Nachbarorte sind Friedrichsmilde und Schrampe im Südwesten und Ziemendorf im Nordosten.

### Ortsteilgliederung
Zum Ortsteil gehört neben dem Dorf Zießau auch der Wohnplatz Friedrichsmilde.

## Geschichte

### Mittelalter bis 20. Jahrhundert
In einer Urkunde zum Kloster Arendsee wird 1183 der Fluss Sziszowe aufgeführt, 1184 ein Gewässername als a rivulo qui dicitur Sitzow. Einige Autoren sehen die Gewässernamen im Zusammenhang mit dem Ort Zießau und geben daher als erste Erwähnung 1184 oder 1186 an.
Im Jahre 1208 wird das Dorf Zießau erstmals als Sziszouwe oder villa slavica Szissowe erwähnt,  als Markgraf Albrecht dem Kloster Arendsee seine Besitzungen bestätigte. Im Landbuch der Mark Brandenburg von 1375 wird das Dorf als Czittzow oder Czitzow aufgeführt, das dem Kloster Arendsee gehörte. Im Jahre 1457 wird Zießau als Cziczow in einer Urkunde genannt, als Markgraf Friedrich der Jüngere dem Kloster Arendsee seine Besitzungen bestätigte. Weitere Nennungen sind 1608 Zitzow, 1687 Ziezaw und 1804 Ziessau, Dorf mit zwei Freihöfen, Windmühle und Krug. Das Dorf brannte 1833 vollständig ab.
Das Kossätendorf Ziessau betrieb früher vorwiegend Fischerei. Dafür gab die Gemeinde dem Klosteramt Arendsee vom 1. Mai bis 8. September wöchentlich 2 Schock Krebse, zusammen 40 Schock. Das Kataster von 1686 wies Ziessau als Fischerdorf aus.
Die Fischerei, die wegen der großen und ungleichen Tiefe des Sees recht beschwerlich ist, war am 28. Februar 1806 der Gemeinde Zießau in Erbpacht übergeben worden.
Bis in das 20. Jahrhundert bestand eine Waldwärterei am südwestlichen Ortsausgang. Der Förster, der dort wohnte, war für den Königlichen Arendseeschen Forst zuständig.
Bei der Bodenreform wurden 1945 ermittelt: 27 Besitzungen unter 100 Hektar hatten zusammen 313 Hektar. Im Jahre 1953 entstand die erste Landwirtschaftliche Produktionsgenossenschaft, die LPG Typ III „Erich Weinert“.
Spätestens seit dem Jahre 2008 wird Friedrichsmilde als Wohnplatz von Zießau geführt.

### Herkunft des Ortsnamens
Bis ins 20. Jahrhundert ist gelegentlich die Schreibweise Ziessau anzutreffen.
Heinrich Sültmann deutet den Ortsnamen 1208 czissowe, scissowe, 1541 zizow als wendisch. Er bedeutet „Eibenstelle“ und ist herzuleiten von „tis, teise“ für „der Taxus“ oder „die Eibe“.

### Eingemeindungen
Zießau gehörte bis 1807 zum Arendseeischen Kreis, danach bis 1813 zum Kanton Arendsee im Königreich Westphalen, ab 1816 kam es in den Kreis Osterburg, den späteren Landkreis Osterburg in der preußischen Provinz Sachsen.
Am 25. Juli 1952 wurde die Gemeinde Zießau in den Kreis Seehausen umgegliedert. Am 2. Juli 1965 kam sie in den Kreis Osterburg. Am 1. Januar 1974 wurde die Gemeinde Zießau in die Gemeinde Schrampe eingemeindet.
Durch die die Eingemeindung von Schrampe in die Einheitsgemeinde Stadt Arendsee (Altmark) am 1. Januar 2010 kam Zießau als Ortsteil zur Stadt Arendsee und zur neu gebildeten Ortschaft Schrampe.

### Einwohnerentwicklung
| Jahr | Einwohner |
| ---- | --------- |
| 1734 | 092       |
| 1774 | 101       |
| 1799 | 082       |
| 1798 | 090       |
| 1801 | 106       |
| 1818 | 059       |
| 1840 | 164       |
| 1864 | 169       |

| Jahr | Einwohner |
| ---- | --------- |
| 1871 | 182       |
| 1885 | 180       |
| 1892 | [00]171   |
| 1895 | 174       |
| 1900 | [00]157   |
| 1905 | 156       |
| 1910 | [00]148   |
| 1925 | 165       |

| Jahr | Einwohner |
| ---- | --------- |
| 1939 | 149       |
| 1946 | 201       |
| 1964 | 153       |
| 1971 | 147       |
| 2011 | 150       |
| 2012 | 151       |
| 2013 | 146       |
| 2014 | 151       |

| Jahr | Einwohner |
| ---- | --------- |
| 2015 | 159       |
| 2016 | 161       |
| 2017 | 154       |
| 2020 | [00]145   |
| 2021 | [00]157   |
| 2022 | [0]163    |
| 2023 | [0]165    |

Quelle, wenn nicht angegeben, bis 2006 ab 2011 bis 2017

## Religion
Die evangelischen Christen aus Zießau gehörten früher zur Pfarrei Arendsee und heute zum Kirchspiel „Am Arendsee“ im Pfarrbereich Arendsee im Kirchenkreis Stendal im Bischofssprengel Magdeburg der Evangelischen Kirche in Mitteldeutschland.

## Kultur und Sehenswürdigkeiten
- Die alte Schule steht unter Denkmalschutz.[5]
- Der Ortsfriedhof mit einem Glockenturm befindet sich in der Ortsmitte.
- Auf dem Friedhof steht ein Denkmal für die Gefallenen des Ersten und Zweiten Weltkrieges, ein Findling auf einem Natursteinsockel.[28]

## Wirtschaft und Infrastruktur
Bekannt ist der örtliche Fischereibetrieb, der sich auch der Vermehrung der Kleine Maräne im Arendsee widmet.
Durch den Ort führt die Kreisstraße 1379 von Schrampe nach Arendsee.